# Corvusita
La corvusita és un mineral de la classe dels òxids, que pertany al grup de la straczekita. Rep el nom de corvus, corb, en al·lusió al color.

## Característiques
La corvusita és un òxid de fórmula química (Na,Ca,K)₁-x(V⁵⁺,V⁴⁺,Fe²⁺)₈O₂₀(H₂O)₄. Cristal·litza en el sistema monoclínic. La seva duresa a l'escala de Mohs es troba entre 2,5 i 3.
Segons la classificació de Nickel-Strunz, la corvusita pertany a «04.HE: Filovanadats» juntament amb els següents minerals: melanovanadita, shcherbinaïta, hewettita, bariandita, metahewettita, bokita, fernandinita, straczekita, häggita, doloresita, duttonita i cavoïta.

## Formació i jaciments
Va ser descrita a partir de mostres de dos indrets estatunidencs: Ponto No. 3, al districte miner de Gypsum Valley (comtat de San Miguel, Colorado), i Jack claim, al districte miner de La Sal, a la serralada La Sal (comtat de Grand, Utah). També ha estat descrita en altres indrets dels Estats Units, així com al Gabon, l'Uzbekistan i el Kazakhstan.